# Naira
Este artículo habla sobre la moneda de Nigeria. Para leer sobre el nombre propio Naira, véase Nayra.
El Naira es la moneda oficial de Nigeria y se divide en 100 kobo.

## Historia
El naira se introdujo el 1 de enero de 1973, reemplazando a la libra nigeriana a razón de 1 libra = 2 naira. De esta forma, Nigeria fue el último país africano en abandonar el sistema monetario de la libra.
Desde que existe el naira como unidad monetaria, ésta se ha ido devaluando constantemente a causa de la inflación galopante que asoló al país. El Banco Central de Nigeria (CBN) desde hace unos años ha tomado medidas para mantener la tasa de inflación anual por debajo del 10 %. En 2011, el Banco Central aumentó la tasa de interés en casi un 6 %, pasando de 6,25 % a 12 %. El 31 de enero de 2012, el CBN ha decidido mantener la tasa de interés en 12 %, con el fin de reducir el impacto de la inflación debido a la reducción de subsidios a los combustibles.
En octubre de 2021, eNaira, la versión digital de la moneda estatal, se lanza oficialmente en Nigeria.

## Billetes
Circulan billetes de:
- 5 naira
- 10 naira
- 20 naira
- 50 naira
- 100 naira
- 200 naira
- 500 naira
- 1000 naira

Los billetes de 5, 10, 20 y 50 naira son de polímero plástico.

## Monedas
La serie de monedas actualmente en circulación fueron acuñadas en el año 2006, anteriormente también circulaban monedas de 1/2, 1, 5, 10 y 25 kobo, el valor facial se encuentra en el reverso junto al motivo especificado. Aunque estas monedas acuñadas en 2006 están destinadas a fomentar el uso del dinero metálico en lugar del de papel, el objetivo no ha sido cumplido pues a día de hoy es extraño encontrarse en circulación alguna moneda ya que los precios están redondeados a una cifra mínima de 5 nairas.
| Valor   | Circula desde | Metal                     | Metal                     | Forma    | Diámetro | Canto    | Anverso         | Reverso          |
| Valor   | Circula desde | Anillo                    | Centro                    | Forma    | Diámetro | Canto    | Anverso         | Reverso          |
| ------- | ------------- | ------------------------- | ------------------------- | -------- | -------- | -------- | --------------- | ---------------- |
| 50 kobo | 2006          | Acero revestido en Níquel | Acero revestido en Níquel | Circular | 20 mm    | Liso     | Escudo Nacional | Mazorca de maíz  |
| 1 Naira | 2006          | Acero revestido en Níquel | Acero revestido en Latón  | Circular | 22 mm    | Liso     | Escudo Nacional | Herbert Macaulay |
| 2 Naira | 2006          | Acero revestido en Cobre  | Acero revestido en Níquel | Circular | 26 mm    | Estriado | Escudo Nacional | Parlamento       |